# جبهه آزادی‌بخش ملی اوگاندا
جبهه آزادی‌بخش ملی اوگاندا (انگلیسی: Uganda National Liberation Front) گروهی متشکل از فعالین سیاسی ضد عیدی امین بود. ارتش آزادی‌بخش ملی اوگاندا شاخه نظامی این گروه بود. این نیرو طی جنگ اوگاندا و تانزانیا در کنار نیروهای تانزانیا علیه اوگاندا جنگید. این گروه از سقوط عیدی امین تا انتخابات دسامبر ۱۹۸۰ حکومت را در دست داشت.